# Musculus obliquus capitis inferior
Musculus obliquus capitis inferior er en tynd nakkemuskel der forløber imellem torntappen af axis (C02) og atlas (C01). Dens sammentrækning rotererer nakkeledende og dermed hovedet.

## Referrencer
1. ↑  Bojsen-Møller, Finn (2014). Bevægeapparatets Anatomi (13 udgave). Munksgaard. ISBN 978-87-628-0900-0.